# Krombia harralis
Krombia harralis là một loài bướm đêm trong họ Crambidae.